# ぶっせん
『ぶっせん』は、三宅乱丈作の漫画。1999年から2001年まで講談社の週刊漫画誌『モーニング』に連載された。三宅のデビュー作で、単行本は全6巻、後に太田出版から上中下巻（全3巻）。
2013年7月より、TBSテレビにてテレビドラマ化、および11月に舞台化がされた。

## あらすじ
講談山（こうだんさん）には、二つの寺が存在します。一つは、地元商店街を中心に多くの檀家を抱える金持ち寺「金々腹寺（きんきんぷくじ）」。
もう一つは、古株で講談山の中心に寺を構えるも、檀家の皆無な貧乏寺「仏物専寺（ぶつぶつせんじ）」。
潰れるのも時間の問題とみられる仏物専寺の和尚（老師）、唯一の弟子である雲信は和尚が入院し不在であるなか、寺を苦境から救うため「仏教学校の名の元に生徒=弟子と、入学金を集めてしまおう」と一計を案じます。
学校の名前は「仏教専門学園」略して「仏専（ぶっせん）」。
君も50単位で悟りだ！
を合言葉に生徒を集めますが、仏物専寺の土地を狙う金々腹寺が妨害を企てます。
よしスパイを差し向けよう。
雲信の計画はうまく運ぶでしょうか。

## 登場人物

### 仏物専寺（ぶっせん）
田村正助
主人公。キラキラした目と大きなたらこ唇が特徴の少年。スパイとして仏物専寺に入門、しかし第2話目で既に金々腹寺の人間である事が雲信にバレていた。非常に素直な性格で嘘がつけない。そのため聞いたことを相手のプライバシーや心情といったことを全く考えずに言いふらしてしまうという非常に厄介なトラブルメーカーとしての一面もある。徳永も「あいつに話を聞かれるってのはこの辺りを大声で言いながら歩いているのと同じだからな」という内容のことを言っていた。言いふらすといっても悪意や悪気は全くなく、本人いわくいつのまにか喋ってしまうらしい。自分にとって不利なこともペラペラ周囲の人物に馬鹿正直に話してしまうので、ゴシップや噂が大好きだから周囲に言いふらすチクリ（密告）屋やスピーカーと呼ばれる類の人物ではない（というより自分に不利な事を話してしまう時点でそこまで賢くない少年といえる）。
犬並みの嗅覚を持ち、一度鼻栓をした際はクラスメイトの区別ができず、真っ直ぐに歩く事さえ困難になっていた。
また、真納が原因で故郷に帰ろうとした城を止めるためにぶっせんの生徒たちが間違って電車に乗ってしまったとき、乗換のときに一人だけ見当違いの方向へ走り去ろうとしていた。いろんな人の匂いがしてわからなかったそうで、鼻に栓をしていなくても人の多い所では放っておくとはぐれてしまうため、正直すぎて素直な性格とは別の意味でトラブルメーカーであるとも言えるので人の多い場所では目が離せない。
良く言えば純粋無垢。悪く言えば馬鹿でトラブルメーカーともいえる。
賢くない代わりにめげずに頑張り屋さんな所があり、金々腹寺でこき使われても嬉しそうだったので労働を言いつけた先輩達は悔しがっていた。現代社会には適応できない（嘘がつけなくて知らず知らずの間に言いふらしてしまう、鼻が良すぎて人の多い場所では誰かが見ていないとはぐれて迷子になる）体質。
なぜか碁石を大量に懐に入れそれを舐めている。ぶっせんでの役割はお茶係。卒業後は金々腹寺に戻ったようだが、雲信が新しく行った寺の住職が正助の写真を手に、彼をスカウトしようとしていると思わせる描写があるが、本当にスカウトされたのかその時点ではわからない終わり方であった。
徳永厚治
ぶっせんでは切れ者の扱いを受ける。情報収集能力に長け、その大量の情報が記された「徳永ファイル」と名付けられたノートを常に携帯している。貧乏のぶっせんに嫌気がさしている。点検係。卒業後は仲間の助言もあり、コンピュータ関連の進路に進んだようである。オキタネと気が合い、のりとタクの計略でオキタネが納骨堂に閉じこめられたときは「必ず助ける」と言っていた。
北川英敏
料理が得意。実家が料亭であり本場の懐石料理を毎日食べて暮らし、食には拘る。自身の肥満が嫁姑問題を悪化させるという複雑な家庭事情を抱え、ダイエット目的でぶっせんに入学する。雲信に適任であると給食係を任されるが、たまに食料を食い尽くしてしまう。
森本レオナルド
通称「レオ」。イタリア出身の外国人。劇中喋っているコマは数個しかなく、それもほとんどがイタリア語であったが、最後に一言だけ日本語を喋れた。日本語自体は理解できるようでクラスメイトとは意思の疎通ができている。絵（特に似顔絵）が得意でマコとの交換日記も絵で描いている。力と身のこなしからマキ係に任命される。初期は城とよく喧嘩をしていた。作中で本筋に関係する事は少ないが一人だけ枕が違ったり、祈り方がキリスト教風に手を組んで祈っていたりと、直接筋とは関係ない隅の方で様々な小ネタを披露している。卒業後はイタリアに帰国し、美術学校に進学したようである。
金城博
南国出身で見た目は色黒、沖縄で暮らした時のトラウマか鮫に対して異常に怯えている。雪に憧れを抱いていたこともある。天秤棒を担ぐのがうまいという理由で水係に抜擢される。過去、かなり濃い恋愛をした経験があるようである。卒業後は、漁師となりマグロ漁船に乗っている。
城敦
パンクが大好き。シドとナンシーの生涯を画いた映画を観てからシド・ヴィシャスに憧れ、彼らの分もパンクに生きようと誓った過去がある。ぶっせんの他の生徒よりも早く三条に性別が女だという事を明かされ、それ以来複雑な心境を抱きながら三条を好きになる。雲信から整備係を任命され、その経験から卒業後は三条と同じアングラ劇団に大道具として所属しているらしい。
三条翼
宝塚の男役に憧れ男子校であるぶっせんに入学した。実は女性。ナルシストの気が強い。しばらくの間ニューハーフだと思われていた。手先の器用さからつくろい係を任される。バレンタインチョコを貰ったのを切っ掛けにマナと真剣交際をはじめる。しばらくして悪気はないが正助の「聞いたことを素直に周囲に言いふらしてしまうという迷惑な特性」のせいで女である事がバレてしまうが、クラスメイト達の計らいにより、ぶっせんは男女共学になり、新たに本堂を女子寮にしていた。卒業後はアングラ劇団に所属し芝居をしているらしい。
渡辺由紀
通称「ナベさん」。特徴的な頭の形をしているが、みんなの中で一番存在感が薄い。畑係に任命された際や卒業式の点呼では雲信に存在そのものを忘れられていた。エイリアンクラフトを固く信じ、怯えている。卒業後は、キクさんの家でしばらく農家の手伝いとして幸せに暮らしている（その後は農業系の大学に進学するつもりのようである）。自分の未来の恋人をしおりちゃんというカカシとして偶像崇拝（バーチャルラヴ）している。
ぶっせんの生徒の中で一番存在感が薄いことからわかるように、性格は暗くて僻みっぽい。自分と他人は違って当たり前なのに、同一視しようとしている節がある。実際に金城が童貞ではないと知ってショックを受けたり（童貞仲間だと勝手に思い込んでいた）、正助がバレンダインデーのチョコレート（ただしらっきょう入りの嫌がらせチョコ）をもらったことで落ち込んでいた
羽田野キク
通称「キクさん」。ぶっせん9人目の生徒。明治三十七年生まれ。元々はたくあんを漬ける授業の臨時講師としてぶっせんを訪れるが、若い生徒達に憧れ入学願書を提出する。その後は三条と一緒に女子寮で暮らしていた模様。生徒達を孫のように慕い、また生徒達からも慕われる存在となる。
雲信からは臨時収入として当初は期待されていたが、高齢であるにもかかわらずマラソン盆踊り大会で優勝できるほど健康なため、やがてあてにされなくなった。
老師
仏物専寺の和尚。生徒からは「校長先生」と呼ばれる。温厚そうな外見とは裏腹にかなり腹黒い。貧乏なぶっせんを改善するために生徒たちから集めた学費を雲信から二度もちょろまかして己の遊びの為に使ってしまい（一度目は熱海の温泉、二度目は海外旅行）死んだら文句なしに地獄行き決定の人物でもある。
雲信
老師に騙され、ぶっせんに来る。正助達の先生。生徒からは「教頭先生」と呼ばれるが、その頭部の形状から「つまんだ」とも呼ばれる。正助達が卒業した後、また老師に騙され別の寺に行くことに。その寺では「トンガリ先生」と呼ばれる。
丸慶
正助達の先生。雲信同様老師に騙されてしまった居候の山伏で荒行好き。普段は360度高感度センサーとして、寮の縁の下で寝ている。そのため「センサー」というあだ名が付けられる。センサーの役割のみならず、生徒達の喧嘩を本気になって叱ったり、雪の中で心臓の停止した金城（実は地蔵だった）を命がけで救おうとしたりと教師らしい一面を持つ。その一方で、生徒達と一緒になってふざけたり、成績を付ける際に賄賂を喜んで受け取ったり、ツケを払うため「うさぎ不動」としてキャバレーで火吹きショーをして働いていたりと雲信に叱られるような言動が多い。

### 金々腹寺
阿闍梨
金々腹寺の住職。
貞奉
金々腹寺にいる僧侶。後に、マミと結婚する。
御巫興胤（オキタネ）
正助そっくりの僧侶。唇が腫れると、かなりそっくりになる。
真実（マミ）
四姉妹の長女。貞奉を使ってよく遊ぶ。うそ泣きが得意。だが妹たちを育てるために幼少の頃からかなりの苦労をしたことも。後に、貞奉と結婚。
真納（マナ）
四姉妹の次女。三条に思いを寄せていたが、三条を女と知ったときから、グレる。
真紀（マキ）
四姉妹の三女。実は、耳が福耳饅頭そっくりである。ドライな性格でズルい大人が嫌い。正助の袈裟を踏んで転ばせたり、バレンタインデーの時に作った正助へのチョコにらっきょうを入れたりとストレス解消のために正助をいじめたり、嫌がらせをすることで発散している。こういう嫌がらせをしている事自体、卑怯な大人と大差ないようだが、正助は馬鹿なので苛めてもすぐに忘れるから大丈夫だと思っているらしい。ちなみに正助以外の人物には嫌がらせなどはしていない。
真子（マコ）
四姉妹の四女。四姉妹の中では一番の大食い。お供え物を食べて父の阿闍梨に見つかって罰として納骨堂送りになってもそこに捧げられたお菓子を食べて「だってここはお菓子の国だもん」というほど図太い神経をしている。レオと交換日記をやっていたりしていた。
真（マコト）
四姉妹の弟。待望の跡継ぎであり父親の阿闍梨さえもその意向には逆らえない。
幼児ながらその立場をよく理解しており、殺し文句は「○○しないなら、マコトお寺嫌いだよ」。

## テレビドラマ
『ぶっせん』のタイトルでテレビドラマ化。2013年7月16日から9月24日までTBS系列の毎週火曜日26:28 - 26:58（JSTでは水曜日2:28 - 2:58）枠で放送された。（全10話）。主演は吉沢亮。
ドラマ終了後、続編エピソードが舞台が同じく吉沢出演で上演された。

### キャスト
詳しい人物詳細は上記原作項を参照。本項目は簡単な人物説明を加える。

#### 講談山
講談山には檀家もいない貧乏な寺・仏物専寺と金が潤沢に潤っている寺・金々腹寺の2つの寺が存在する。
仏物専寺
金もなくこのままでは近い将来、廃寺になってしまうのを危惧した雲信は病院に入院中の住職には内緒で仏教専門学園を設立し、生徒からの入学金で当座を凌ぐ計画を実行する。
田村 正助（たむら しょうすけ）〈20〉
演 - 吉沢亮
城 敦（じょう あつし）
演 - 桐山漣
渡辺 由紀（わたなべ よしき）
演 - 鍵本輝（Lead）
恋人は市松人形の「キャメロン」。
金城 博（きんじょう ひろし）
演 - 平間壮一
沖縄地方独特のウチナーヤマトグチを話すため、会話がほぼ聞き取れない。
北川 英敏（きたがわ ひでとし）〈35〉
演 - 諏訪雅
三条 翼（さんじょう つばさ）
演 - 中別府葵
徳永 厚治（とくなが こうじ）
演 - 森廉
丸慶（がんけい）
演 - 大堀こういち
雲信（うんしん）
演 - 袴田吉彦
老師（ろうし）
演 - 小倉久寛（友情出演）
金々腹寺
講談山を金々腹寺の本山にしたい住職・阿闍梨は新事業を始めた仏物専寺を探り、計画を潰すため、田村正助を仏教専門学園に潜り込ませる。
貞奉
演 - 佐々木喜英
正助の兄弟子。
真実（まみ）
演 - かでなれおん
真納（まな）
演 - 喜多陽子

#### その他
加藤 謙二
演 - 市川勇（第6話）
農家を営むおじいちゃん。渡辺たちが托鉢中に知り合う。
羽田野 キク
演 - 星野晶子（第8話）
仏物専寺の檀家。
オキタネ
演 - 吉沢亮（第9 - 最終話）
正助に瓜二つの金々腹寺の修行僧。唯一見分ける方法は額にほくろがある。

### スタッフ
- 原作 - 三宅乱丈『ぶっせん』（太田出版刊）
- 脚本 - 渡辺啓、奥山雄太、ブラジリィー・アン・山田
- 音楽 - 和田俊輔
- 演出 - 堀英樹、大内舞子
- 主題歌 - 極楽ボーイズ「ぶっせん サンバ」（avex trax）[10][11]
- オープニングテーマ - Lead「GREEN DAYS」（PONY CANYON）
- 演出補 - 大内舞子、佐々木資門、高市輝久
- エンドタイトルバック - 園田俊朗
- 特殊メイク - 小西修、須賀寛子、戸上大資、富樫李丹、石塚胡桃、對間まりな、中西桂子、松本美香、下畑和秀
- 仏事監修 - 新倉典生
- 仏具協力 - 宇山靖治
- 所作指導 - 森山一城
- 沖縄弁指導 - 今科子
- ダンス指導 - 松島蘭
- 撮影協力 - 天目山栖雲寺、大光山善立寺、金剛山福蔵院、八芳園
- 企画 - 岩原貞雄、小西真人、三宅容介、橋本行秀、水留章
- エグゼクティブプロデューサー - 河出洋一、青木竹彦、井本直樹、海野晋、荒井光明
- プロデューサー - 新井順子
- アソシエイトプロデューサー - 熊谷信也、米田理恵、滝沢昌志、鎌倉知香、熊谷伍朗、中村美絵、岸憲一郎
- プロデューサー補 - 松本桂子
- 制作協力 - ドリマックス
- 製作著作 - 「ぶっせん」製作委員会（TBS、WOWOW、PONY CANYON、イープラス、ドリマックス）

### 放送日程
| 放送回 | 各話   | 放送日  | サブタイトル                    | 脚本                     | 演出     |
| ------ | ------ | ------- | ------------------------------- | ------------------------ | -------- |
| 壱     | 1限目  | 7月16日 | ミニ袈裟ギャルのひみつ!?        | 渡辺啓                   | 堀英樹   |
| 壱     | 2限目  | 7月16日 | なみだの作文!                   | 渡辺啓                   | 堀英樹   |
| 弐     | 3限目  | 7月23日 | ぶっせんの夜は妄想の夜!         | 渡辺啓                   | 堀英樹   |
| 弐     | 4限目  | 7月23日 | 甘納豆の甘い罠!                 | 渡辺啓                   | 堀英樹   |
| 参     | 5限目  | 7月30日 | つまんだ先生の憂鬱              | 奥山雄太                 | 堀英樹   |
| 参     | 6限目  | 7月30日 | ヒゲとボイン                    | 奥山雄太                 | 堀英樹   |
| 四     | 7限目  | 8月06日 | 超過酷! ぶっせんのテスト!       | 渡辺啓                   | 堀英樹   |
| 四     | 8限目  | 8月06日 | サラバ、金城! 泣くな、つまんだ! | 渡辺啓                   | 堀英樹   |
| 伍     | 9限目  | 8月20日 | 女心? 男心?                     | 奥山雄太                 | 大内舞子 |
| 伍     | 10限目 | 8月20日 | 鼻とレシピ!                     | 奥山雄太                 | 大内舞子 |
| 六     | 11限目 | 8月27日 | ぼくらの課外授業!               | 渡辺啓                   | 堀英樹   |
| 六     | 12限目 | 8月27日 | 頑固おじいちゃんの夢            | 渡辺啓                   | 堀英樹   |
| 七     | 13限目 | 9月03日 | メロンを奪え!                   | ブラジリィー・アン・山田 | 大内舞子 |
| 七     | 14限目 | 9月03日 | 忠犬・正助                      | ブラジリィー・アン・山田 | 大内舞子 |
| 八     | 15限目 | 9月10日 | ぶっせんの恩返し!               | 渡辺啓                   | 大内舞子 |
| 八     | 16限目 | 9月10日 | 三条危機一髪!                   | 渡辺啓                   | 大内舞子 |
| 九     | 17限目 | 9月17日 | 正助、ぶっせんを去る!?          | 渡辺啓                   | 堀英樹   |
| 九     | 18限目 | 9月17日 | 正助2号がやってきた!?           | 渡辺啓                   | 堀英樹   |
| 最終話 | 19限目 | 9月24日 | ぶっせんvs金々腹寺〜前編〜      | 渡辺啓                   | 堀英樹   |
| 最終話 | 20限目 | 9月24日 | ぶっせんvs金々腹寺〜後編〜      | 渡辺啓                   | 堀英樹   |

#### 備考
- 8月13日は『世界陸上2013モスクワ』放送のため休止。

### ネット局
| 放送対象地域 | 放送局         | 放送期間                 | 放送時間                | 系列    | 備考        |
| ------------ | -------------- | ------------------------ | ----------------------- | ------- | ----------- |
| 関東広域圏   | TBSテレビ      | 2013年7月16日 - 9月24日  | 火曜 26:28 - 26:58      | TBS系列 | 制作局      |
| 岩手県       | IBC岩手放送    | 2013年10月8日 - 12月10日 | 火曜 24:58 - 25:28      | TBS系列 |             |
| 日本全域     | TBSチャンネル1 | 2013年11月26日 - 12月2日 | 月曜 - 金曜 6:00 - 7:00 | CS放送  | 2話連続放送 |

| TBS 火曜日26:28 - 26:58枠                     | TBS 火曜日26:28 - 26:58枠          | TBS 火曜日26:28 - 26:58枠                          |
| 前番組                                        | 番組名                             | 次番組                                             |
| --------------------------------------------- | ---------------------------------- | -------------------------------------------------- |
| クロユリ団地〜序章〜 （2013.4.9 - 2013.6.25） | ぶっせん （2013.7.16 - 2013.9.24） | HOMELAND （2013.10.1 - 2013.12.17） ※26:28 - 27:33 |

## 舞台
2013年11月6日から17日まで赤坂ACTシアターで全15公演、2013年12月6日に梅田芸術劇場メインホールで全2公演が公演された。キャストはドラマからそのままで、ドラマの続編という位置づけである。

### スタッフ（舞台）
- 原作 - 三宅乱丈『ぶっせん』（太田出版刊）
- 脚本・演出 - 福原充則[12]